# Konieczki (Silésie)
Pour l’article homonyme, voir Konieczki (Varmie-Mazurie).
Konieczki est une localité polonaise de la gmina de Panki, située dans le powiat de Kłobuck en voïvodie de Silésie.